# 桐蔭学園工業高等専門学校
桐蔭学園工業高等専門学校（とういんがくえんこうぎょうこうとうせんもんがっこう）は、神奈川県横浜市緑区(現青葉区)鉄町に1991年まであった高等専門学校である。

## 概要
本校は桐蔭学園の「建学の精神」を基調としており、形から入る教育に徹していた。初年次における団体訓練はその最たるものであり、同校の伝統教育として設立早々より培われていった。その同校の独特な精神教育や高等専門学校というシステムの中で中途退学者が多かった。1991年に廃校となる。
桐蔭学園横浜大学は、本校を母体に1988年4月に開学した大学のため、創立当初は工学部のみであった。

## 沿革
- 1964年4月 学校法人桐蔭学園設立、桐蔭学園高等学校認可・開校
- 1965年4月 桐蔭学園工業高等専門学校開設(機械工学科･電気工学科･工業化学科)
- 1966年4月 桐蔭学園中学校開設
- 1967年4月 桐蔭学園小学校開設
- 1969年 4月 桐蔭学園幼稚園開設
- 1971年 4月 桐蔭学園高等学校理数科開設
- 1988年 4月 桐蔭学園横浜大学工学部開設につき、学生募集を中止
- 1991年11月 廃校